# 盧漢
盧漢（1896年2月6日—1974年5月13日），原名邦漢，字永衡，男，彝族，属吉狄家族，雲南昭通人，前國民革命軍陆军中将加上将衔。1949年投共，後來任人大常委。

## 生平

### 早年
1911年6月前往宜宾参加四川保路同志军，12月随龙云效援川军并成为其下属辎重营排长，龍、盧兩人私交甚篤、情同手足，曾有傳言盧漢乃龍雲之異母兄弟，然為龍雲之子龍繩武所否認。
1912年7月，卢汉被谢汝翼保送入云南讲武堂第四期步兵科学习。1913年8月毕业后卢汉分配到云南军都督府警卫营任少尉侯差员。1914年12月调任警卫营第4连少尉排长。1915年3月20日补授陆军步兵少尉，护国战争爆发后，卢汉升任云南陆军警卫第1团第1营第4连中尉排长。护国战争结束后，卢汉调升顾品珍的四川陆军第6师任步兵第11旅第21团（后改称靖国第1军步兵第11旅第21团）上尉连长。1917年6月10日晋授陆军步兵中尉，9月调升靖国第2军步兵第14旅第27团少校团附（12月所部缩编为靖国军第1混成团第1营后改任少校营附）。1918年9月卢汉回昆后在唐继尧督军公署当少校副官。1921年初，驻川滇军第1军军长顾品珍率部回昆明驱逐唐继尧。唐继尧通电辞职，2月8日凌晨率亲信乘滇越铁路火车向南出走，流落香港。唐继尧逃离昆明前，于1月15日委龙云为云南陆军步兵第11团（4月6日起改称滇军总司令部警卫团）上校团长，卢汉任该团少校团附，驻云南蒙自地区，以待时机。6月2日所部扩编为滇黔赣援桂联军第3路第1梯团后，卢汉升任第1支队第2营中校营长。1922年春，唐继尧实现了“二次回滇”，重新统治了云南，卢汉于7月12日由靖国军滇军第1梯团第1支队第2营（后改称云南陆军近卫步兵第1团第2营）中校营长调升为云南陆军近卫步兵第3团团长。1926年1月，唐继尧分两路入侵广西。卢汉被唐继尧升任为云南陆军步兵第7旅（辖两团）少将旅长，归龙云指挥，进入广西。8月，滇军退回云南。1927年2月6日，卢汉跟随昆明、蒙自、昭通、大理四镇守使龙云、胡若愚、张汝骥、李选廷，发动推翻唐继尧的“二·六政变”，3月8日卢汉兼任云南省政府省务委员会军事讨论会会员。7月所部重组扩编为国民革命军第38军第2师第2师（辖两旅），卢汉升任中将师长并率部东下，与胡若愚部的欧阳永昌所率5个团相遇于祥云县清华洞附近，产生激战。卢汉挥军直捣昆明，迫使胡若愚退出昆明，释放了龙云。1928年龙云主滇后，于4月2日将卢汉所部改称第98师（辖两旅），卢汉仍任中将师长，并于9月8日兼任云南省政府委员。
1929年12月16日兼任云南省政府财政厅厅长。
1930年5月兼任讨逆第十路军前敌总指挥（出兵广西）。
1931年2月，龙云提出“废师改旅”的整顿军队办法，受到属下师长卢汉、朱旭、张冲、张凤春的反对。3月，四师长在宜良开会，决定发动“倒龙”政变。3月11日，卢汉和3位师长以“清君侧”为名发动兵变，龙云措手不及，12日以回昭通扫墓为名离开昆明，4位师长在龙云走后无法善后，17日又请回龙云当省主席。3月24日获颁三等宝鼎勋章。4月7日，龙云实行废师改旅，以“以下犯上”罪名扣押4师长，6月就释放了卢汉、朱旭等人。卢汉被委以云南全省团务总局中将督办，保留省政府委员，此后长期闲置。
1932年7月兼任富滇银行理事长。
1934年1月15日改兼云南全省团务督练处（辖十一分处）中将处长。

### 抗戰期間
1937年，龙云所部滇军主力整编为國民革命軍第六十軍，卢汉于8月30日出任中将军长，下辖3个师（182、183、184师），分别以安恩溥、高荫槐、张冲为师长，全军4万余人。9月9日在昆明南郊巫家坝机场举行誓师大会，出征抗日。云南部队武器精良，军容整齐，军纪也较好，在当时是比较突出的。杜聿明曾说：“抗日战争时我曾遇到云南部队，觉得‘中央军’同这支‘云南军’比较起来，军容上似有逊色。” 
1938年率第六十军参加台儿庄战役，4月22日接守台儿庄，各部在以禹王山为中心的战斗中，坚持了20多天的阵地战，粉碎了日军渡过运河威胁徐州的企图，全军38242人，牺牲13869人，受伤4545人，失踪430人，各级军官牺牲177人，受伤380人，其中旅长亡1伤1，团长亡5伤4，营连排长伤亡过半。著名作曲家冼星海、任光及女诗人安娥等人，教滇军官兵唱抗日歌曲，并谱写了《六十军军歌》。六十军把3个师缩编为5个团，编余军官合并为1个军官队。卢汉到武昌向蒋介石述职，蒋对卢汉说：“你们已尽到应尽责任，伤亡越大，越显战斗力。军队番号不变，部队不缩编，速向本省请求补充兵员，武器不足由中央酌予补助，并可以加派其他部队归你指挥。”1938年8月21日，朱德致信龙云，热情肯定：“近年来，云南在吾兄领导下已有不少进步。抗战军兴，滇省输送20万军队于前线，输助物资，贡献于国家民族者尤多。”1938年6月14日第六十军与第五十八军合编为第三十军团，卢汉升兼军团长。1武汉会战时，卢汉因盲肠病发，请假就医，初住长沙湘雅医院。长沙大火时转送贵阳，高荫槐代军团长。后高因病，第三十军团由张冲代理指挥，第六十军军部由参谋长赵锦雯照料。1938年12月第30军团扩编为第一集团军仍辖第六十军、第五十八军、新三军等3个军，龙云兼总司令，卢汉为副总司令兼中央陆军军官学校第十六期第18总队（第1集团军干部总队）总队长，高荫槐为副总司令。1939年1月7日，卢汉升任上将总司令。蒋介石拟任命卢汉为贵州省政府主席，只允许带一个秘书长赴任，不许带军队去，又旧病复发，回昆明治疗，未到任。1939年5月13日叙任陆军中将加上将衔，7月13日免去第60军军长兼职，参加第一次长沙会战
1940年5月纳粹德国闪电战降服了法国。1940年6月初，龙云指示滇黔绥靖公署参谋长刘耀扬召开各军事及重要机关会议，将全省分为昆明、宜蒙、开广、河口、腾越、宣曲6大警备区，做好迎敌防御准备。1940年6月20日，龙云向重庆发出急电，要求将云南在省外作战的部队调回，在滇南积极进行防御。日军进驻越南后，滇越国界空虚、云南兵力不足。龙云顶住了蒋介石“国防归中央，保安归地方”的训斥，在全省迅速建立了7个步兵旅，组成第三批抗日部队，后在1943年依次改编为暂编第18-24师：
- 第1旅旅长卢浚泉。暂编18师，师长卢浚泉、许义浚代理师长。师部先驻蒙自阿三坝，后移驻开远沼坝。
- 第2旅旅长龙绳武。暂编19师，师长龙绳武。师部驻昆明。
- 第3旅旅长阎旭。暂编20师。师长安纯三。师部驻建水。成立较晚一点，属于后方整训部队，驻地在曲溪、华宁一带。
- 第4旅旅长马继武。暂编21师，师长邱秉常。师部驻个旧。一个团驻卡房（团长陇耀），另一个团驻红河江边斗姆阁，还有一个团驻铁路附近的乍甸。
- 第5旅旅长邱开基，后杨炳麟继任。张冲的基本部队。暂编22师，师长杨炳麟。师部驻建水。
- 第6旅旅长龙奎桓，后潘朔端继任。兼思普独立守备区指挥部。驻思茅。警戒江城至勐腊的国境各点。暂编23师，师长潘朔端。师部驻玉溪。
- 第7旅旅长万保庶。师部驻昭通。暂编第24师师长龙绳祖

8月免去总队长兼职。9月初，日军以迫维希政府法屬印度支那当局同意日军进入法属印支北部驻军。9月11日，蒋介石复龙云电，“昆明龙主任，申微机电悉。殖密。已令薛长官从速抽调一军集中柳州侯令，其余一时无法抽调。中正。真。川侍参。印。”蒋介石终于同意即刻调回第一集团军第60军及第一集团军总部，于云南文山、红河一线布防，第一集团军总部设在蒙自。同时蒋还下令破坏靠近中越边境云南一侧的铁路、公路的重要桥梁即路轨，以防止这些交通设施为北犯日军所利用。9月12日，龙云下令炸毁滇越铁路边境的河口大桥及一号隧道，拆除河口至碧色寨的铁轨177公里，同时炸毁、破坏麻栗坡、马关边境一线公路、桥梁，以此阻断日军进攻滇南的主要通道。卢汉率第六十军及第182、184两个师和云南战地服务团的大部分女子学生军从湖南战场回滇。龙云以此为基础，将其扩编为滇南作战军，卢汉为总司令，驻昆明。1940年底，滇南作战军总部改为第一集团军总部，总司令卢汉，移驻蒙自。而在湖南的原第一集团军总部则改称第一集团军副总司令部，副总司令高荫槐（1942年10月为孙渡）。卢汉部直辖：
- 第一路军指挥部兼第六十军军部，驻蒙自新安所。指挥兼军长安恩溥，入陆军大学特别班第七期深造由卢浚泉接任。辖郭建臣第182师、万保邦第184师、滇黔绥靖公署阎旭第三旅
  - 第182师师部位置于蒙自冷水沟。该师第544团位置于个旧龙树脚附近，与第2路军左地区之主阵地带衔接。第545团位置于蒙自水田附近，占领红河左岸主阵地带，与第184师衔接。第546团位置于蒙自补机白附近，以一部推进至红河右岸江外地区，与金平附近之第3旅保持联系，协同担任通越要点之守备。
  - 第184师师部位置于屏边新现，所属第552团位置于新现附近，第551团位置于屏边县城，第550团位置于屏边迷底，各团照总部作战计划进入阵地。右地区与第182师水田附近之第545团衔接，左地区与第九集团军防守大树塘东部的部队衔接。
  - 第3旅驻屏边县城。所属第5团位置于屏边撤枝附近，第6团推至金平平冠营附近，担任国防前线之守备
  - 第1旅位置于蒙自阿三寨附近，为第1路军预备队。
  - 游击第1支队以逢春岭、新街为根据地，游击第2支队以老范寨、古林箐为根据地，组织当地民众，屯积粮弹，配合第1、第2路军的国境守备队，在江城、李仙渡、坝溜渡、绿春、东郭街、金平一带江外地区，担任游击任务。
- 第二路军指挥部，指挥张冲，驻建水县。辖滇黔绥靖公署安纯三的第2旅、马继武的第4旅、邱开基的第5旅。
  - 第5旅旅部在建水县城，步兵第9团位置于建水右所附近，第10团位置于石屏吴家营附近，占领阵地。
  - 第4旅旅部在个旧，所属第7团位置于个旧斗姆阁附近，第8团位置于建水咪底附近，占领阵地。第2路军控置一部兵力，布置在红河右岸江外地区的坝溜渡、勒马河，邦立、苦竹寨、独远各通越要点，协同第1路军前进部队，担任国境守备。
  - 第2旅为第2路军预备队，控置在弥勒、竹园附近。该旅步兵第3团驻竹园，第4团驻棚普，第12团与旅部同驻弥勒。全旅待命向前推进，与指挥部靠近。

1941年3月间，日军突增兵越南十余万，第九集团军奉命增防滇南：总司令关麟征，副总司令缪培南，参谋长姚国俊，下辖国民革命军第五十二军、第五十四军、第八军，共3个军9个师。第一集团军防守滇越铁路及以西地区；第九集团军防守滇越铁路以东地区。1941年秋,设立滇越边区总司令部,以卢汉为总司令,指挥第一集团军（辖昆明行营第一、二两路军、第六十军）及关麟征的第九集团军的3个军。1941年8月，为加强滇南力量，蒋介石又将甘丽初第六军划归滇越边区总司令部指挥，第六军从滇东依据战况择机进入了滇南，防守思茅及西双版纳。
1941年初，中共南方局派延安抗日军政大学学习的朱家璧回云南开展统战工作。朱家璧的族叔朱旭曾在龙云手下任师长，与龙云、卢汉关系好。朱家璧回到云南后被任命为滇军的营长，后升为副团长、军官队队长、军事大队大队长及卢汉的特务团团长等职。后朱家璧的活动为蒋介石侦知，蒋电卢汉查办，卢抓捕后让其“保外就医”，后又任命为第一方面军司令部二处的科长。
1943年，第一、二路军各旅及滇黔绥署护卫团扩编为七个暂编师，其序列为：第一旅改编为暂编第18师师长卢浚泉、第三旅改编为暂编第20师长安纯三、第五旅改编为暂编第22师师长杨炳麟、第四旅改编为暂编第21师师长邱秉常与原182师、184师统编为第60军，第19师师长龙绳武、第23师师长潘朔端、第24师师长龙绳祖。其中第19、第23、第24三个师由龙云直接指挥，余归卢汉指挥。
1945年1月1日兼任滇越边区总司令，3月5日，滇越边区总司令部扩编为陆军第一方面军，卢汉出任司令官兼第5处处长，副司令官关麟徵，下辖第六十军、第九十三军、第五十二军、昆明行营第2路军，昆明行营山炮团、工兵团等。原第一、九两集团军司令部撤销。原第一集团军副总部乃改为第一集团军总部，孙渡为总司令。同时以暂编第18师、第20师、第22师新组第93军，以卢浚泉为军长。方面军主力固守红河北岸至马关、董干之线，以一部警戒国境。我方面军奉命作有限目标攻击，以策应其他战场。五月，当选中国国民党中央执行委员。于六月初，开始实施小部队出击，迄至方面军入越受降时止，先后经过战斗三十余次，占领越南边境多个据点。

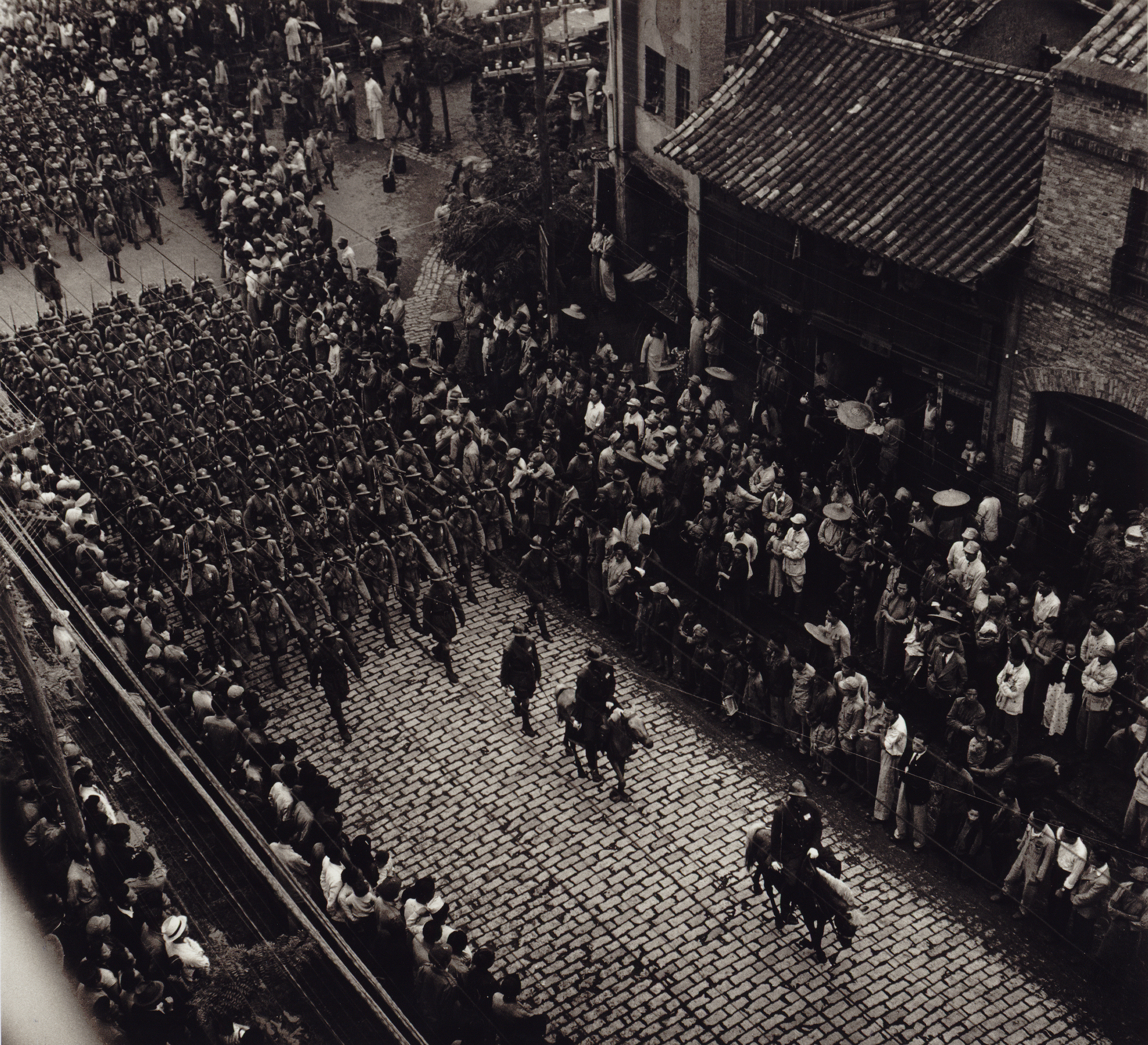
1946年國民革命軍在雲南（或江蘇）街頭行軍

1945年7月6日获颁美国金质棕榈叶勋饰自由勋章。8月，日本無條件投降，盧漢率領第六十軍、第九十三軍、以及關麟徵的第九集團軍約20萬人前往北越受降。9月20日，盧漢率領總部人員直飛河內，9月28日在河內總部（原法國駐越南總督署）舉行受降儀式，代表同盟國接受日軍第38軍司令土桥勇逸投降。越南北纬16度以北地区及老挝90%以上地区共接收3万余名日军人员，4700余名日军关押的盟军人员，调查并逮捕了187名战犯。10月3日，昆明防守司令官杜聿明奉蔣介石之命，在昆明下令撤銷龍雲在雲南本兼各職，調軍事委員會軍事參議院院長；任命盧漢為雲南省政府主席，在盧漢未到任前，由民政廳長李宗黃代理。10月4日，中國陸軍總司令何應欽奉蔣介石之命，飛至河內。1945年12月卢汉接任云南省政府主席，10月10日获颁胜利勋章，11月13日兼任云南省军管区司令，12月1日正式到任云南省政府主席兼云南省保安司令部上将司令、云南军管区司令。12月20日获颁忠勤勋章。

### 第二次國共內戰

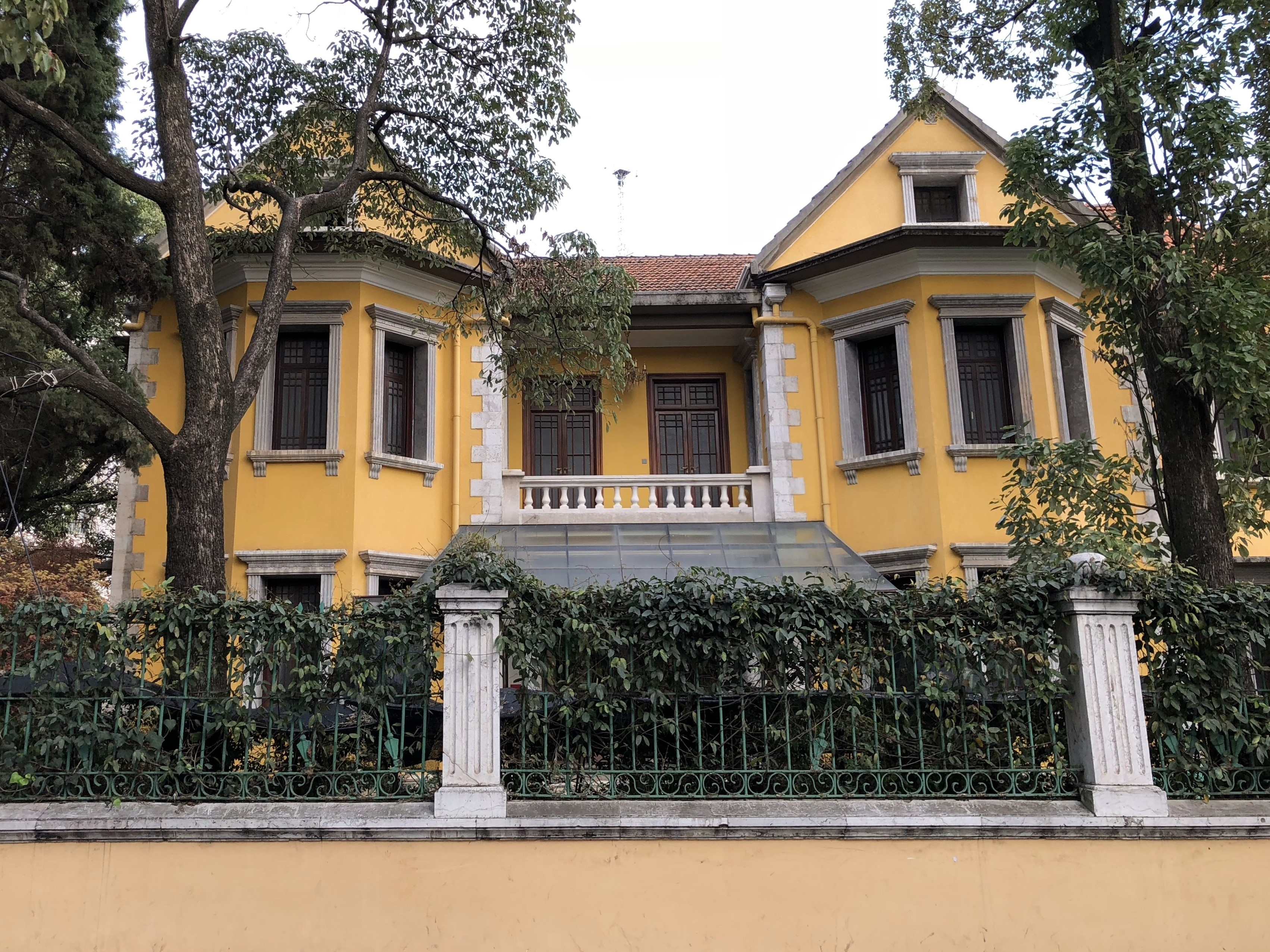
卢汉公馆

1948年5月，沈醉和何绍周排挤、监视卢汉。12月30日，雲南省政府主席盧漢到達南京:8763。12月28日，雲南省政府主席盧漢到南京向蔣介石述職，向蔣述訴與雲南警備總司令何紹周勢不兩立，本人有職無權的苦衷，請求辭職；蔣答允撤銷雲南警備總部，並同意盧漢提出將雲南8個保安團擴編為3個保安旅，責成盧漢負責維持滇省治安；1949年1月2日，盧返回昆明發表談話〈以全滇力量擁護中央，支持戡亂〉，1月3日蔣明令撤銷雲南警備總司令部，總司令何紹周調任第四十九軍軍長:8767。
1949年2月5日，雲南省政府主席盧漢下令中央銀行昆明分行停止外運在雲南收兑之黃金白銀；2月12日，又禁令金圓券運入雲南境:8805。5月18日兼任云南绥靖公署主任。1949年6月，原任北平警备司令部中将代理司令官的周体仁受到周恩来、朱德委托，辗转回到昆明，与卢汉长谈。6月初雲南有不穩現象，7月徐永昌、蕭毅肅、王叔銘飛昆明。8月14日，龍雲在香港接見記者，表明自己與蔣介石決裂，同時宣佈「雲南起義」。行政院長閻錫山主張以武力解決雲南問題，代總統李宗仁下令桂系部隊入雲南。8月29日，蔣介石在重慶主持西南軍政人員會議。蔣十分在意盧漢缺席會議，認為其不能自拔，決定立即採取行動，以免影響西南各省局勢。蔣立即派俞濟時赴昆明面邀盧漢至重慶外，並於會後接見駐雲南之國民革命軍第八軍軍長李彌訓話，命其迅速回雲南部署，預作防備:351。
1949年9月1日，蔣在重慶接見雲南盧漢代表朱麗東，詢問雲南情形；蔣對盧漢政治態度不放心，一面建議廣州政府安定雲南局面，一面令李彌所部回雲南部署，監視盧漢:9001。9月初，盧漢與朱麗東、裴存藩飛重慶謁蔣。9月6日，蔣於重慶撥給盧漢銀洋一百萬元:236。9月22日，蔣由重慶乘機飛往昆明，與盧漢同到其家午餐，並在盧宅約見在雲南重要將領，下午才返回廣州:248。

### 留在雲南
不久解放軍第二野戰軍第36軍入貴州，1949年11月3日，李宗仁以代總統身份，與張群、洪蘭友等飛昆明給盧漢打氣。12月7日張群自成都飛昆明，12月8日率李彌、余程萬、龍澤滙飛成都謁蔣，12月9日上午飛回昆明。12月9日下午，卢汉在公馆里大摆宴席，宴请美国驻云南总领事陆德瑾和副领事，英国总领事海明威、法国总领事戴国栋等人，车水马龙，一派宾主尽欢的祥和气氛。当晚，盧漢將張群單獨軟禁，並以張群名義發出通知，21点整在盧漢公館舉行緊急會議。第二十六军军长余程万、第八军军长兼第6编练司令部司令李弥、云南绥靖署保防处处长沈醉和宪兵司令部参谋长童鹤莲、空军第5军区副司令沈延世、第193师师长石补天等，如约来到卢公馆。盧漢警衛營營長龍雲青帶著幾十人到場以槍喝令大家勿動。12月9日晚22时，盧漢以雲南省政府主席身份在五华山宣布雲南倒戈於中華人民共和國。12月10日，拍電報致劉文輝，要劉會同四川各將領扣留蔣介石，期「戴罪圖功」:280。12月11日上午，盧漢派楊文清、林毓棠、龍澤滙，把張群等送到機場，登機直飛海防，中國國民黨雲南省黨部主任裴存藩（龍雲昭通同鄉）也登機離開。盧漢成立臨時軍政委員會，盧漢任主任委員，安思溥、楊之清、林毓棠、吳少默、宋一㾗、謝崇文、曾恕懷為委員，李彌、余程萬也被列為委員；盧漢並逼沈醉槍決西南軍政長官公署第二處處長徐遠舉，又逼第八軍、第二十六軍、第七十四軍（軍長余建勳）、第九十三軍（軍長龍澤滙）改編為解放軍第10、11、12、13軍。

### 解放軍入駐雲南
1950年2月20日，陈赓、宋任穷率领解放军进入昆明，昆明各族20万人民夹道欢迎。2月22日，陈赓宣布云南已完全被解放军解放。

### 中国人民解放軍云南省军政委员会主任
1950年3月，成立云南省军政委员会，以盧漢為主任。其後盧漢歷任西南軍政委員會委員、副主席，第一屆全國人民代表大會代表，第二、三屆全國人民代表大會常務委員會委員，中國人民政治協商會議第一屆全國委員會委員，第二、三屆全国政协常務委員，国防委员会委员，中華人民共和國體育運動委員會副主任，中國國民黨革命委員會常務委員，民革台灣和平解放工作委員會委員等職。1956年，盧漢曾參加全國人大代表團到莫斯科進行訪問。

### 在北京病逝
1973年，卢汉被查出患了肺癌。1974年5月13日，卢汉因患肺癌，醫治無效，在北京逝世，終年79歲。5月18日，在北京舉行盧漢追悼會。中共中央軍委副主席、全國人大常委會副委員長、國防委員會副主席徐向前主持追悼會，全國政協副主席許德珩致悼詞。

## 評價
1927年至1929年，盧漢支持龍雲統一雲南:104。盧漢堅持革新，憑藉軍威，整理財政，為龍雲統治雲南解決財政問題:104。1948年7月，盧漢鎮壓昆明學生「反饑餓、反內戰、反迫害」以及「反美扶日」運動，逮捕數百人:111。盧漢主政云南期间，发生了「七·一五慘案」。
毛泽东曾对卢汉说：“你在云南起义，为人民立了大功。你抗了日，又起了义，晚年能这样就不错了。你就是黄花晚节香。”
臺灣语言學學者蔣為文形容盧漢是掠奪越南北部的陳儀，因為盟軍中國戰區最高統帥蔣介石受同盟國委託於越南北部接受日軍受降。受降代表盧漢在越南官方和民間的評價極差。下屬滇軍暫編二十三師，潘朔端擔任師長。於1945年9月，進入越南，接受日本軍隊投降。軍紀敗壞，有強姦民婦，白吃白喝的惡劣行為。